# 'k Heb je lief (René Froger)
'k Heb je lief is een single van de Nederlandse zanger René Froger uit 2010. Het stond in hetzelfde jaar als eerste track op het album 'k Heb je lief - 50 jaar de muziek, m'n fans, het leven.

## Achtergrond
'k Heb je lief is geschreven door Marcel Schimscheimer, Gordon Groothedde en René Froger en geproduceerd door Schimscheimer en Groothedde. Het is een nederpoplied waarin de zanger zijn liefde voor zijn geliefde duidelijk maakt. De single was het titelnummer voor het compilatiealbum van de carrière van de zanger. Het lied zelf is speciaal voor dit album geschreven. Het lied is ook te vinden op de albums Froger en Liefde voor muziek.

## Hitnoteringen
Het lied behaalde in Nederland grote successen. In de Top 40 was het geen hoogvlieger, met een 23e plek als piekpositie in vijf weken, maar in de Single Top 100 piekte het op de derde plaats. Het was in totaal twaalf weken in deze hitlijst.